# 제임스 클러크 맥스웰 망원경
제임스 클러크 맥스웰 망원경(James Clerk Maxwell Telescope, JCMT)은 하와이섬 마우나케아에 있는 구경 15미터의 서브밀리미터 파장 관측용 천체망원경이다. 이 망원경은 서브밀리미터 관측용 망원경 중에서는 세계에서 가장 크다. 태양계, 성간 먼지와 가스, 멀리 떨어진 은하의 연구에 사용된다. 명칭은 제임스 클러크 맥스웰을 기념하여 붙여졌다.
망원경은 영국, 캐나다, 네덜란드의 협력에 의해 재정을 지원받고 있으며, 연합 천문 센터(Joint Astronomy Centre)에 의해 운영된다. 망원경은 캘리포니아 공과대학의 서브밀리미터 천문대와 연결되어 최초로 서브밀리미터 간섭 관측기를 형성하였다. 이 실험의 성공으로 서브밀리미터 망원경의 배열과 아타카마 대형 밀리미터 배열 간섭 관측계(Atacama Large Millimeter Array interferometers)를 추진하는 중요한 계기가 되었다.

## 같이 보기
- 전파천문학